# Strážkovice
Obec Strážkovice se nachází v okrese České Budějovice, kraj Jihočeský, zhruba 11 km jihovýchodně od Českých Budějovic a 8 km severozápadně od Trhových Svin, při silnici, která spojuje tato dvě města. Žije zde 525 obyvatel.

## Části obce
Obec Strážkovice se skládá ze tří částí na dvou katastrálních územích
- Strážkovice (i název k. ú.)
- Lomec (i název k. ú.)
- Řevňovice (leží v k. ú. Strážkovice)

Od 1. července 1985 do 23. listopadu 1990 k obci patřily i Pašinovice, Sedlo a Stradov.

## Historie
První písemná zmínka o vsi (Strasskouicz) pochází z roku 1391.
Od roku 1850 podnes jsou Strážkovice samostatnou obcí.

## Pamětihodnosti
- Smírčí kříž Simona Nitzky u silnice do Trhových Svin
- Kovárna na návsi